# 1238 Predappia
1238 Predappia је астероид главног астероидног појаса. Приближан пречник астероида је 19,96 ,
а средња удаљеност астероида од Сунца износи 2,666 астрономских јединица (АЈ).
Инклинација (нагиб) орбите у односу на раван еклиптике је 12,157 степени, а орбитални период износи 1590,154 дана (4,353 године). Ексцентрицитет орбите астероида износи 0,140.
Апсолутна магнитуда астероида износи 11,90 а геометријски албедо 0,077.
Астероид је откривен 4. фебруара 1932. године.